# Seal Point fyr
Seal Point fyr är en bemannad fyr på Cape St. Francis omkring 30 kilometer söder om Humansdorp i Östra Kapprovinsen i Sydafrika.
Fyren byggdes av Joseph Flack och W.B. Hays och tändes första gången år 1878. Det runda tornet av tegel 28 meter högt och står ovanpå fyrvaktarbostaden. Fyrapparaten är försedd med en fresnel-lins av andra storleken och visar en vit blixt var femte sekund. Lysvidden är 28 sjömil. Vid dimma och dålig sikt avger mistluren morsekoden för   bokstaven C var trettionde sekund.
Fyren är Sydafrikas högsta tegelfyr och ett populärt turistmål och år 1984 utsågs den till   
nationalmonument. Det finns ett center för rehabilitering av sjöfåglar, en restaurang och ett kafé på platsen.
Fyren och fyrplatsen kan besökas och man kan övernatta i en av flyglarna.